# Krzywa naprężenia

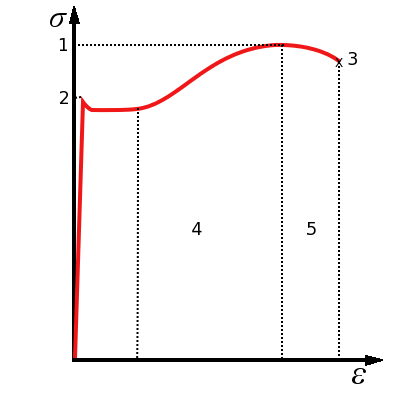
rys.1 Krzywa naprężenia dla stali

rys.2 Krzywa naprężenia dla polimeru

Krzywa naprężenia ilustruje, jaka jest współzależność naprężenia i wydłużenia materiału. Krzywa ta może mieć różny kształt w zależności od substancji, jej kształtu i warunków, w jakich poddawana jest naprężeniu, na przykład od temperatury. Można na tej krzywej wyróżnić pewne charakterystyczne strefy:
- Odcinek prostoliniowy. Jest to zakres stosowania prawa Hooke’a.

- (2) Granica sprężystości. Dla mniejszych naprężeń ciało powraca do pierwotnego kształtu po usunięciu naprężenia. Zakres sprężystości zawiera w sobie również zakres stosowalności prawa Hooke’a.

- (4) Zakres plastyczności. W tym zakresie naprężeń, po ustaniu naprężenia pozostaje trwałe odkształcenie ciała.

- (5) Obszar płynięcia kończący się punktem zerwania (3).  Przy naprężeniach z tego zakresu materiał zaczyna zachowywać się jak ciecz i ulega dalszemu odkształcaniu nawet przy zmniejszeniu naprężenia  ulegając w końcu zerwaniu.

Poszczególne zakresy mogą mieć różny rozmiar dla różnego typów materiałów, co więcej, nie wszystkie muszą wystąpić w krzywej naprężenia.
Równie ważną informacją dotyczącą materiału jest kształt ścieżki odciążenia czyli kształt krzywej jaka się tworzy   kiedy po obciążeniu tylko do pewnej wartości zaczynamy zmniejszać obciążenie. Z punktu widzenia teorii wyróżnia się trzy możliwe, wyidealizowane zachowania:
1. sprężyste – krzywa odciążenia pokrywa się z krzywą obciążenia czyli materiał wraca do swojego pierwotnego kształtu.
2. plastyczne – krzywa odciążenia jest prostą, która przy braku obciążenia pozostawia w materiale trwałe odkształcenia plastyczne (por. wartość {\displaystyle \varepsilon _{o}} na Rys. 2). Cechą charakterystyczną typowego zachowania plastycznego jest nachylenie krzywej odciążenia w punkcie przecięcia osi {\displaystyle \epsilon } identyczne z nachyleniem ścieżki obciążenia pierwotnego (krzywa odciążenia jest przesunięta względem krzywej obciążenia o wartość odkształcenia {\displaystyle \varepsilon _{o}} bez istotnej zmiany kąta nachylenia względem osi {\displaystyle \varepsilon }).
3. uszkodzenie (degradacja) materiału – odciążenie następuje po prostej zmierzającej do początku układu współrzędnych. Przy ponownym obciążeniu krzywa obciążenia różni się od początkowej gdyż w materiale wystąpiły wewnętrzne uszkodzenia i jest on mniej sztywny. Przy ponownym obciążeniu naprężenie rośnie liniowo  dokładnie po prostej odciążenia aż do maksymalnego naprężenia, które osiągnięto w poprzednim procesie obciążenia.

Oprócz tego występują kombinacje różnych zachowań: np. materiały sprężysto-plastyczne czy materiały plastyczne z degradacją.  
Kształt krzywej naprężenia (i odciążenia) jest podstawą klasyfikacji materiałów na
- sprężyste w których po zdjęciu obciążenia materiał wraca do pierwotnego kształtu. Materiały sprężyste mogą wykazywać zakres liniowy, opisany prawem Hooke’a, kiedy wykres jest liniowy jak i zakres nieliniowy, gdzie zależność naprężenie-odkształcenie nie jest funkcją liniową ale przy odciążeniu materiał dalej wraca do stanu nienaprężonego. Określenie materiał sprężysty nie mówi w jaki sposób materiał się niszczy, mówi tylko, że posiada zakres sprężysty. Ponieważ większość materiałów taki zakres posiada więc określenie to oznacza w praktyce, że rozpatrujemy materiał w zakresie sprężystym.
- plastyczne w których po zdjęciu obciążenia pozostają trwałe odkształcenia a materiał nie wraca do swojego pierwotnego kształtu. Formalnie należałoby rozróżnić materiały plastyczne i materiały sprężysto-plastyczne. Często określenie materiał plastyczny jest skrótowym określeniem dla materiału sprężysto-plastycznego. Wtedy, ponieważ materiał sprężysto-plastyczny posiada początkowy wyraźny odcinek sprężysty, więc w praktyce określenie to oznacza materiał, który przed zniszczeniem wykazuje wyraźne płynięcie plastyczne i zdolność do redystrybucji naprężeń w wyniku płynięcia plastycznego jest wykorzystywana w projektowaniu.
- kruche w których po odcinku sprężystym następuje zniszczenie w wyniku dekohezjii. W praktyce oznacza materiał, który nie posiada cech plastycznych.

Podział ten jest nieostry i są materiały, które trudno zaliczyć do którejś z tych grup. Przykładem może być polimer, którego krzywą naprężeń pokazuje rys. 2. Obszar sprężystości przechodzi tu płynnie w obszar plastyczności. Innym przykładem może być beton, który przy ściskaniu wykazuje własności plastyczne a przy rozciąganiu jest kruchy i wyraźnie się degraduje.

## Materiały sprężyste
Dla materiałów sprężystych, w dużym zakresie naprężeń, pozostają one sprężyste (długi odcinek pierwszy). Zakres sprężystości może ograniczać się tylko do zakresu stosowalności prawa Hooke’a, co widać na rys. 1 dla stali. Zakres plastyczności występuje i jest wykorzystywany na przykład do wyciągania cienkich drutów z prętów. W materiałach sprężystych można precyzyjnie określić ich wytrzymałość, czyli maksymalne naprężenie, po którym musi nastąpić zerwanie – jest to naprężenie odpowiadające najwyższemu punktowi krzywej. Punkt zerwania też jest precyzyjnie określony. Materiałami sprężystymi są m.in. metale i niektóre tworzywa sztuczne.

## Materiały plastyczne
W materiałach plastycznych zakres sprężystości jest bardzo mały, w przeciwieństwie do zakresu plastyczności. Trudno jest w tych materiałach określić wytrzymałość i punkt zerwania. Do materiałów plastycznych zalicza się m.in. glinę, plastelinę, oraz praktycznie wszystkie grunty.

## Materiały kruche
Materiały takie mają dość mały zakres sprężystości. Brak jest zakresu plastyczności. Do takich materiałów należy m.in. szkło i ceramika.